# 吴中四才子
「吳中四才子」，又稱「吳門四才子」、「姑蘇四才子」、「蘇州四才子」，民間戲曲訛稱江南四大才子，是明朝吳中（今江蘇蘇州）地區才華出衆的四大傑出人物，即祝允明、唐寅、文徵明和徐禎卿。

## 祝允明
祝允明（1460年－1526年）是明代书法家，字希哲，号枝山，因右手多生一指，又自号枝指生。江苏长洲（苏州）人，出生于七代为官的魁儒家庭。与唐伯虎、文徵明、徐祯卿并称“江南四大才子”（也称吴门四才子）。
他自幼天资聪颖，勤奋好学，5岁时就能书一尺见方的大字，9岁便能作诗文，被称为“神童’。10岁已博览群书，文章瑰丽，才智非凡。7岁即中秀才，32岁中举人，曾任兴宁知县、应天府通判等官。由于生性佚荡，不满官场腐败之风，遂借故辞官回苏，广交朋友，召客豪饮，烧酒解愁，以泄愤世之情。
祝枝山集各书家之长，领一代风骚，是吴门书派中“明中期三大家”之一。其书法吸取唐虞世南、元赵孟頫书法之神，扬晋王羲之、王献之行书、唐怀素草书之势，融会贯通，自成一体，发展为自己的独特狂草，被誉为“明朝第一”，流传有“唐伯虎的画，祝枝山的字”之说。祝枝山所书写的“六体书诗赋卷”、“草书杜甫诗卷”、“古诗十九首”、“草书唐人诗卷”及“草书诗翰卷”等都是传世墨迹的精品。祝允明虽无名画，但也能画画，唯很少动笔，传世之作更少。
祝枝山为人风趣洒脱，才华横溢，好游山玩水而不拘小节。由于祝允明有不胜枚举的趣事轶闻,是极现成的创作素材,所以他常以足智多谋、能言善辩、乐于助人的形象出现于《三笑》、《王老虎抢亲》等众多的戏曲艺术作品中。
祝枝山尚有《江海歼渠记》、《新闻记》、《九朝野记》、《枝山前闻》、《浮物》、《老怪录》、《苏材小纂》、《怀星堂集》等书传世，并编有《兴宁县志》。
嘉靖五年（1526年）卒，享年67岁。祝枝山死后葬于苏州近郊横山祝氏祖坟，但坟現已夷平。

## 唐寅
唐寅（1470年—1523年），字伯虎，又字子畏，别号六如居士、桃花庵主、鲁国唐生、逃禅仙吏等，有“江南第一风流才子”之美称，苏州人。明代著名书画家、文学家。绘画与沈石田、文徵明、仇英齐名，史称“明四家”。诗词曲赋与文徵明、祝允明、徐祯卿并称“江南四大才子”（也称吴门四才子），为江南四大才子之首。 
唐伯虎曾祖父起，世代在苏州经商，父母在皋桥开设酒肆。唐伯虎自幼天资聪敏，熟读《四书五经》，博览《史记》、《昭明文选》等史籍。喜爱绘画，稍长即拜名画家周臣为师，又与文徵明同师沈周。16岁时参加童生试，经县试、府试、院试，高中第一名案首。明弘治十一年（1498年）赴南京乡试，又中第一名解元。次年，唐寅进京会试，因涉嫌程敏政受贿案，贬谪往浙江为吏。耻不就官，归家后纵酒浇愁，傲世不羁。 
唐伯虎31岁开始“千里壮游”，足迹遍及蘇、浙、皖、湘、鄂、闽、赣七省。贫困之下,以卖画为生。唐伯虎擅画山水，及工笔人物，尤其是仕女，笔法秀润缜密、潇洒飘逸。“唐画”为后世画家所宗。传世作品有《骑驴归思图》、《秋风纨扇图》、《李瑞瑞图》、《一世姻缘图》、《山路松声图》等。诗词散文有《六如居士全集》。 
明正德四年（1509年），唐伯虎在苏州城北的宋人章庄简废园址上筑室桃花坞，有学圃堂、梦墨亭、竹溪亭、蚊蝶斋等（亦称唐家园，遗址在今桃花坞大街）。他的后半生主要生活在桃花坞，一生中的主要艺术作品也产生于此。 
唐伯虎晚年，精神空虚，“皈心佛乘，自号六如”，思想趋向解脱颓唐，又将自己的屋舍改称为庵。明嘉靖二年（1523年），唐伯虎去世，享年54岁。唐伯虎墓位于虎丘区，经整修，1986年10月22日对公众开放。 
由于其潇洒飘逸、傲世不羁，又治印“江南第一风流才子”章，仕女画登峰造极，故被后人误解，留传许多风流传说，如“唐伯虎三点秋香”等。其实他坎坷一生，贫困凄苦。可谓是中国古代知识分子怀才不遇、无以报国的典型。

## 文徵明
文徵明（1470年—1559年），初名壁，字徵明，后更字徵仲，号停云，别号衡山居士，人称文衡山。长洲（今苏州）人。“吴门画派”创始人之一。与唐伯虎、祝枝山、徐祯卿并称“江南四大才子”（也称吴门四才子）。与沈周、唐伯虎、仇英合称“明四家”。54岁时以岁贡生诣吏部试，授翰林院待诏，故称文待诏。 
文徵明出身书香门第，祖父及父亲都是文学家。但文徵明幼时并不聪慧。稍长，学文于吴宽，学书于李应祯，学画于沈周，终于大器晚成。 
文徵明擅长山水，亦工花卉、人物。早年画风细谨，中年较粗放，晚年渐趋醇正。传世佳画有《千岩竞秀》、《万壑争流》、《湘君夫人图》、《石湖草堂》、《石湖诗画》、《横塘诗意》、《虎丘图》、《天平纪游图》、《灵岩山图》、《洞庭西山图》、《拙政园图》等。 文徵明还工行草书，尤擅小楷，篆、隶、正、草无所不能。所书四体千字文，成为后人临摹的范本。他与祝允明、王宠，同被誉为明代中或书法“三大家”。他的传世书作有《醉翁事记》、《滕王阁序》、《赤壁赋》等。 
文徵明卒于1559年，是“吴门四才子”中最长寿的一位，墓在吴县陆墓文陵村。现为江苏省重点文物保护单位。

## 徐祯卿
徐祯卿（1479年－1511年），字昌榖，又字昌国。常熟梅李镇人，后迁居吴县（今苏州）。明代文学家。与唐伯虎、祝枝山、文徵明称“江南四大才子”（也称吴门四才子）。因“文章江左家家玉，烟月扬州树树花”之绝句而为人称誉。 
其天性聪颖，少长文理。16岁著《新倩集》，即知名于吴中。但早年屡试不第，读《离骚》有感，作《叹叹集》。明弘治十四年（1501年）作《江行记》。明弘治十六年（1503年）与文徵明合纂《太湖新录》，明弘治十八年（1505年）闻鞑靼入侵，官兵抗战不力而败，又作长诗《榆台行》。同年中进士，后被授予大理寺左寺副。明正德五年（1510年）被贬为国子监博士。 
他在诗坛占有特殊地位，诗作之多，号称“文雄”。及第后与明文学家李梦阳、何景明交游甚密，悔弃少作，齐倡复古。与李梦阳、何景明、边贡、康海、王九思、王廷相并称“前七子”。所作《谈艺录》，只论汉魏，六朝以后不屑一顾，阐述重在复古之论。其诗格调高雅，纵横驰骋于汉唐之间，虽刻意复古，但仍不失吴中风流之情。 
后期信仰道教，研习养生。明正德六年（1511年）卒于京师，年仅33岁，其墓葬于虎丘山西麓万点桥的郁家浜北端。其著述尚有《迪功集》、《翦胜野闻》、《异林》等。

## 史劇差異
唐、祝、文、徐 历史上确有其人其事。
唐、祝、文三人不仅都是吴县人，而且都擅长书画。唐伯虎与文徵明生于1470年，祝枝山大他们十岁，生于1460年，以名气而论，唐居前。
唐伯虎少与落魄不羁的才子张灵为挚友，后从师学画于周臣，并结识沈周诸画家，切磋画艺与诗文，29岁中了乡试第一，一时名声大震。唐伯虎赴京应试，因受朋友牵涉科场舞弊案而被革黜（其实是明代官场倾轧，程敏政遭人弹劾所致）。后唐伯虎娶了风尘女子沈九娘，因九娘之名，后人杜撰出一个《九美图》。
小说中，唐伯虎有九个妻子，其實唐伯虎妻妾成群是假的，但他确实刻了一枚“江南第一风流才子”的印章，其为人洒脱，落拓不拘，文字秀润流畅，绘画生动清隽，诗多迤逦之句，㙎今天戏剧中的文徵明，确有相近之处，其处世谨慎，其画风秀润，构图平稳，酷如为人。
祝枝山性格幽默，其作品亦如为人，其书法笔势挺健，出入变化，自成面目，但时有失笔。他后官至广东兴宁县知县，迁应天府通判。这也与今天电视剧的戏说大不同。

## 虛構的周文宾
1993年播出之电影唐伯虎點秋香 (電影)及2000年播出之香港TVB电视剧《金装四大才子》的“吴中四大才子”，所讲的是唐伯虎、祝枝山、文徵明、周文宾四位苏州文人的故事。而周文宾乃至“王老虎抢亲”故事是民国文人程瞻庐在《唐祝文周四杰传》中虚构的。因為徐祯卿英年早逝，科举之后留在京城，不在吴中等缘故，后来文人杜撰了一位相貌秀美的周文宾来凑数。